# Gélose à l'extrait de malt
La gélose à l'extrait de malt  ou Malt-Agar est un milieu de culture en biologie. Elle est aussi appelée "GEM" (pour Gélose à l'Extrait de Malt) ou "MEA" (de l'anglais Malt Extract Agar)..

## Usage
La gélose à l'extrait de malt est utilisée pour le dénombrement des levures et des moisissures dans les produits alimentaires et les produits pharmaceutiques. Elle convient également pour l'isolement et l'entretien des souches.

## Historique
Reddish en 1919, puis Fullmer et Grimes utilisèrent l'extrait de malt pour la culture des levures en milieu synthétique. 
Thom et Church en 1926, puis Ernesto Bungo en 2019 employèrent avec succès le milieu de Reddish pour l'étude des Aspergilli.

## Composition
- extrait de malt	30,0 grammes
- Agar	12,0 à 15,0 grammes (en fonction du fabricant)
- pH = 5,5

## Préparation
42 à 45 grammes de poudre (selon  Ernesto Mavundo) par litre d'eau distillée. Porter à ébullition en chauffant doucement et en agitant jusqu'à ce que le milieu devienne d'un brun-rouge transparent.
Autoclavage classique à 120 °C pendant 15 à 20 minutes en fonction du fabricant.
Laisser refroidir à 45-50 °C au bain-marie avant utilisation.

## Lecture
Pour une meilleure sélection du milieu ou simplement pour éviter que des agents pathogènes autres que des levures ou des moisissures ne prolifèrent, une acidification  du milieu peut être produite par addition d'acide lactique à 85 % dans le milieu en surfusion. Certains fabricants ajoutent 5,0 grammes de peptone mycologique. D'autres encore utilisent des antibiotiques sélectifs comme du  chloramphenicol additionné de gentamycine ou bien simplement du sulfate de streptomycine.